# Zusammengedrückte Quellbinse
Die Zusammengedrückte Quellbinse (Blysmus compressus), auch Quellsimse, Quellbinse, Flaches Quellried oder Platthalm-Quellried genannt, ist eine Pflanzenart, die zur Gattung der Quellbinsen (Blysmus) in der Familie der Sauergrasgewächse (Cyperaceae) gehört.

## Beschreibung

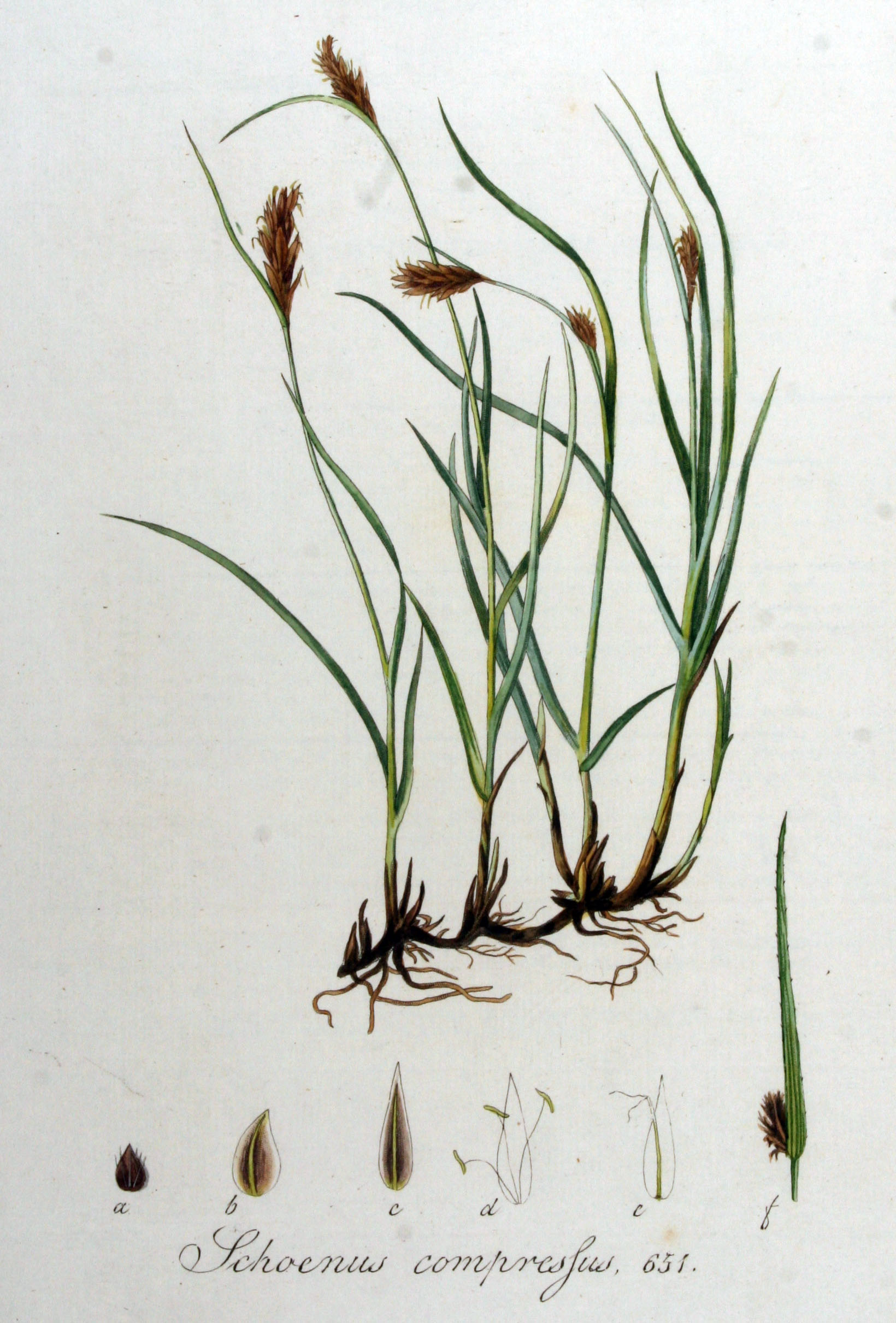
Illustration aus Flora Batava, Volume 9

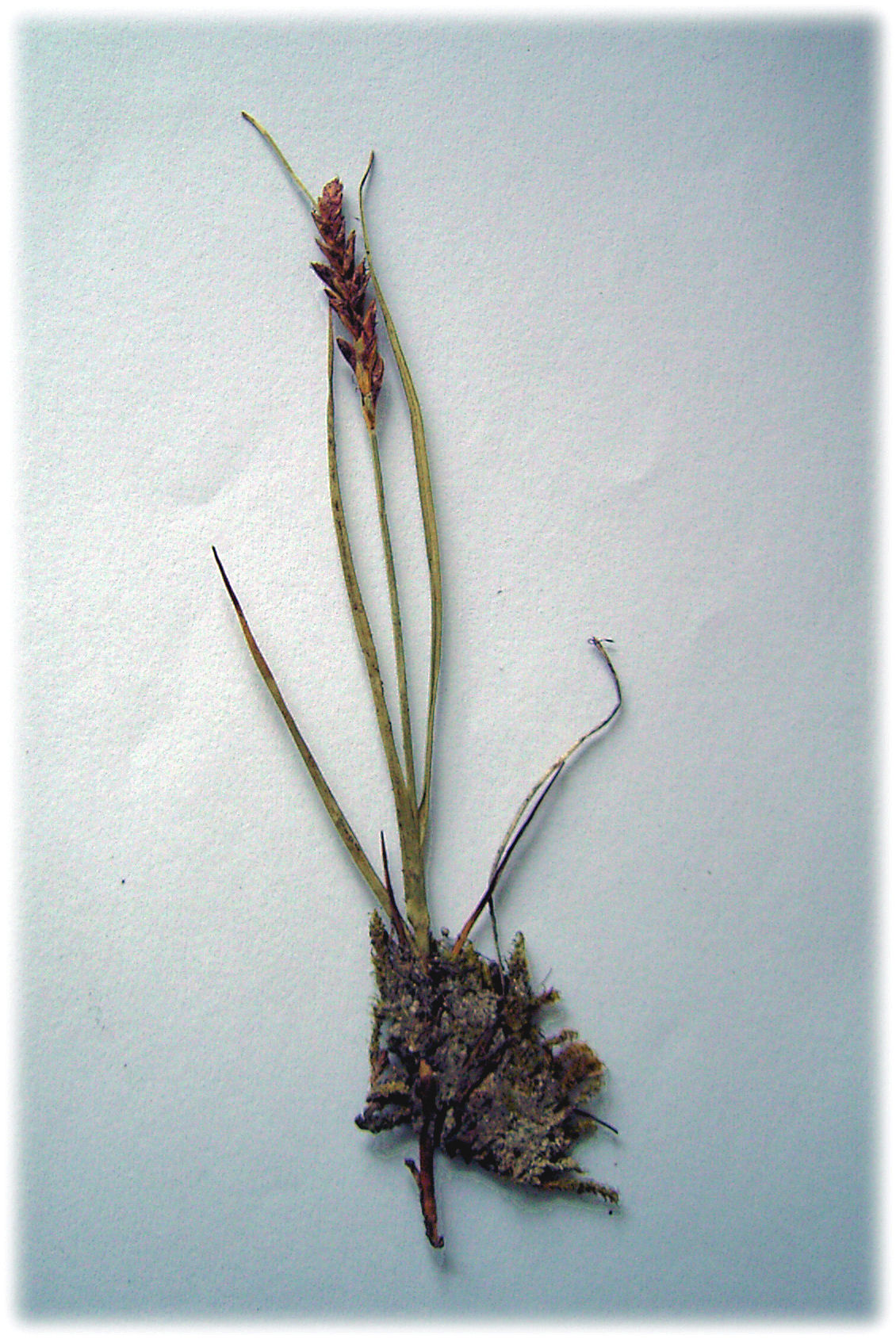
Herbarbeleg

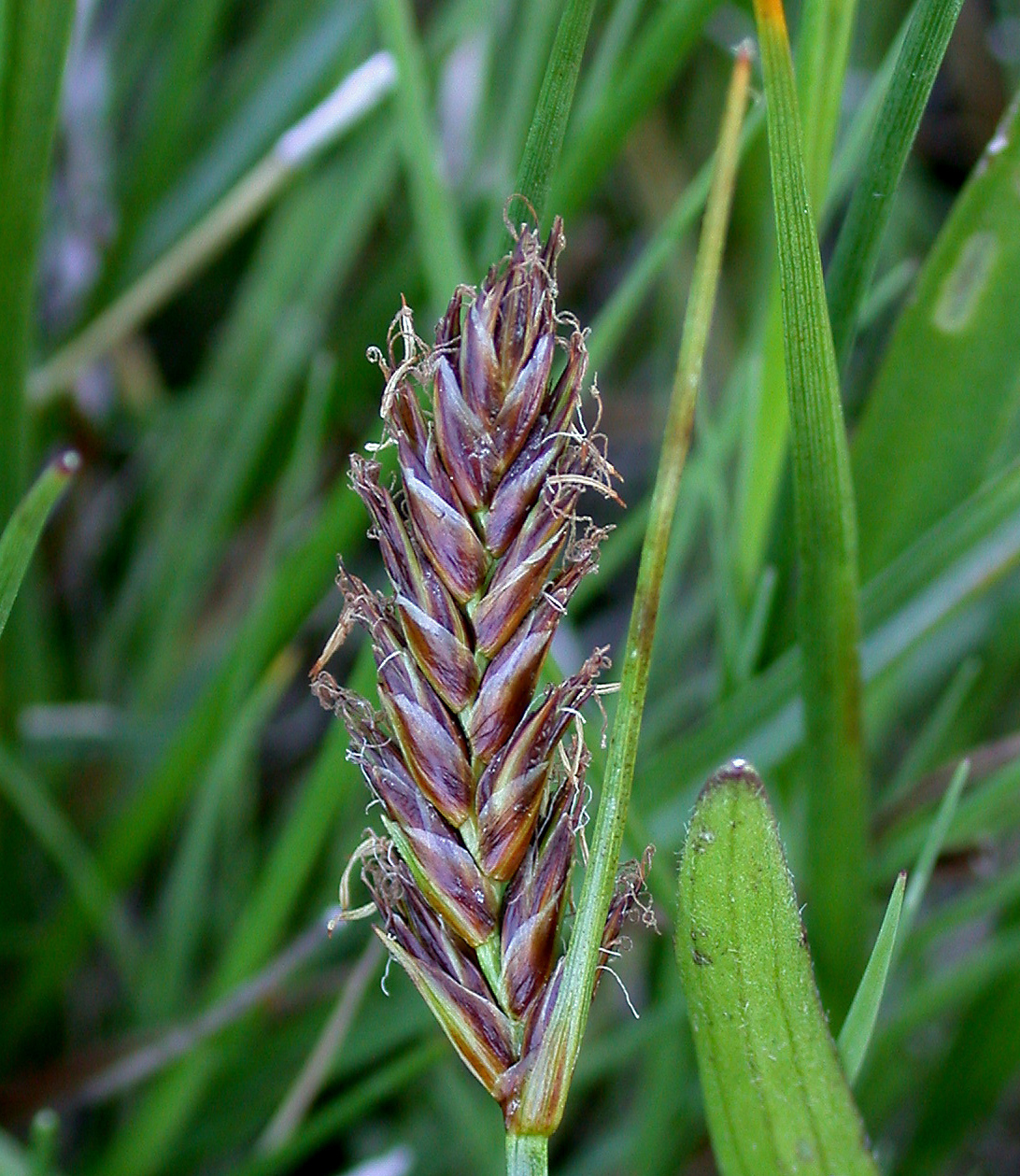
Blütenstand

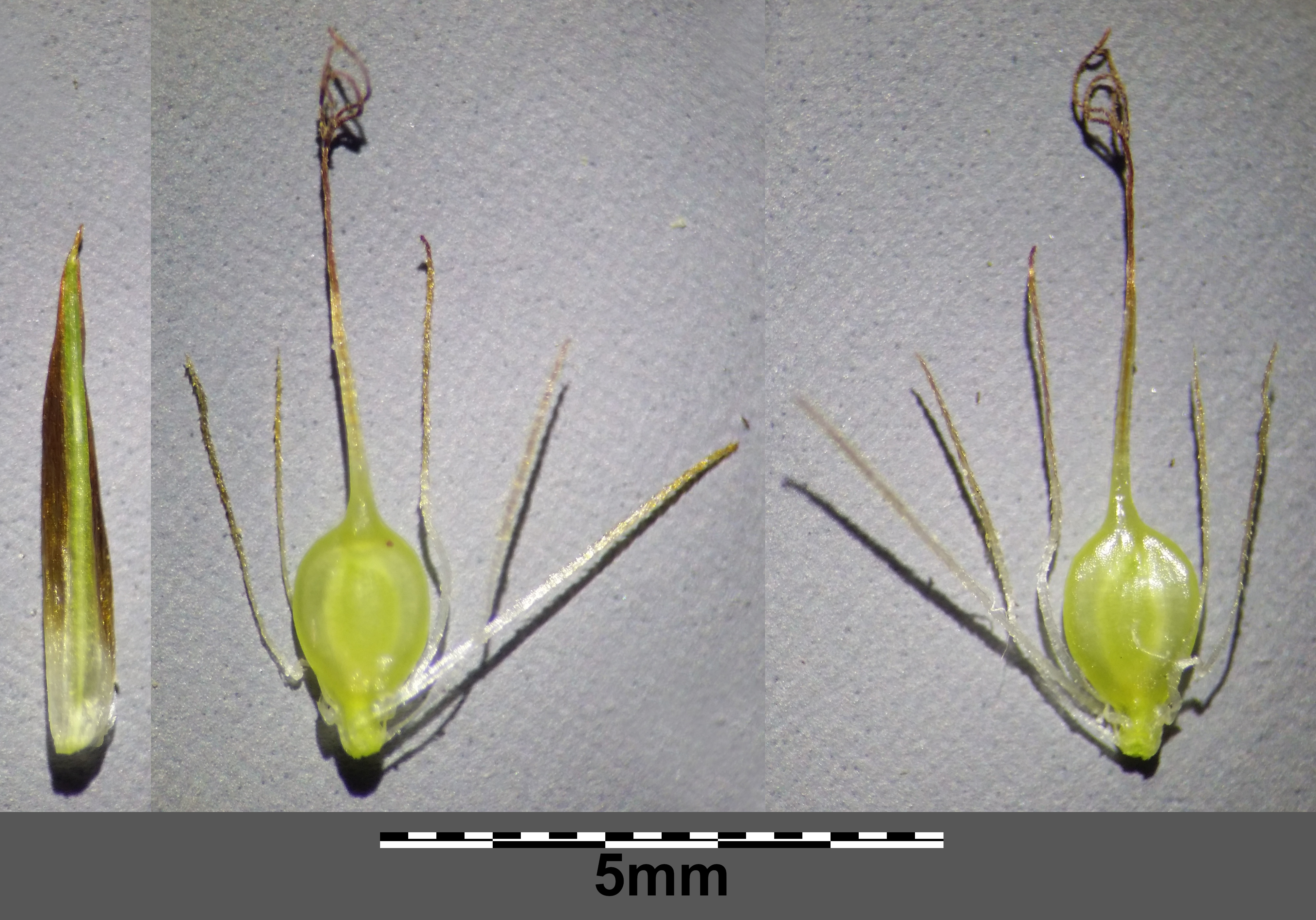
Blüten

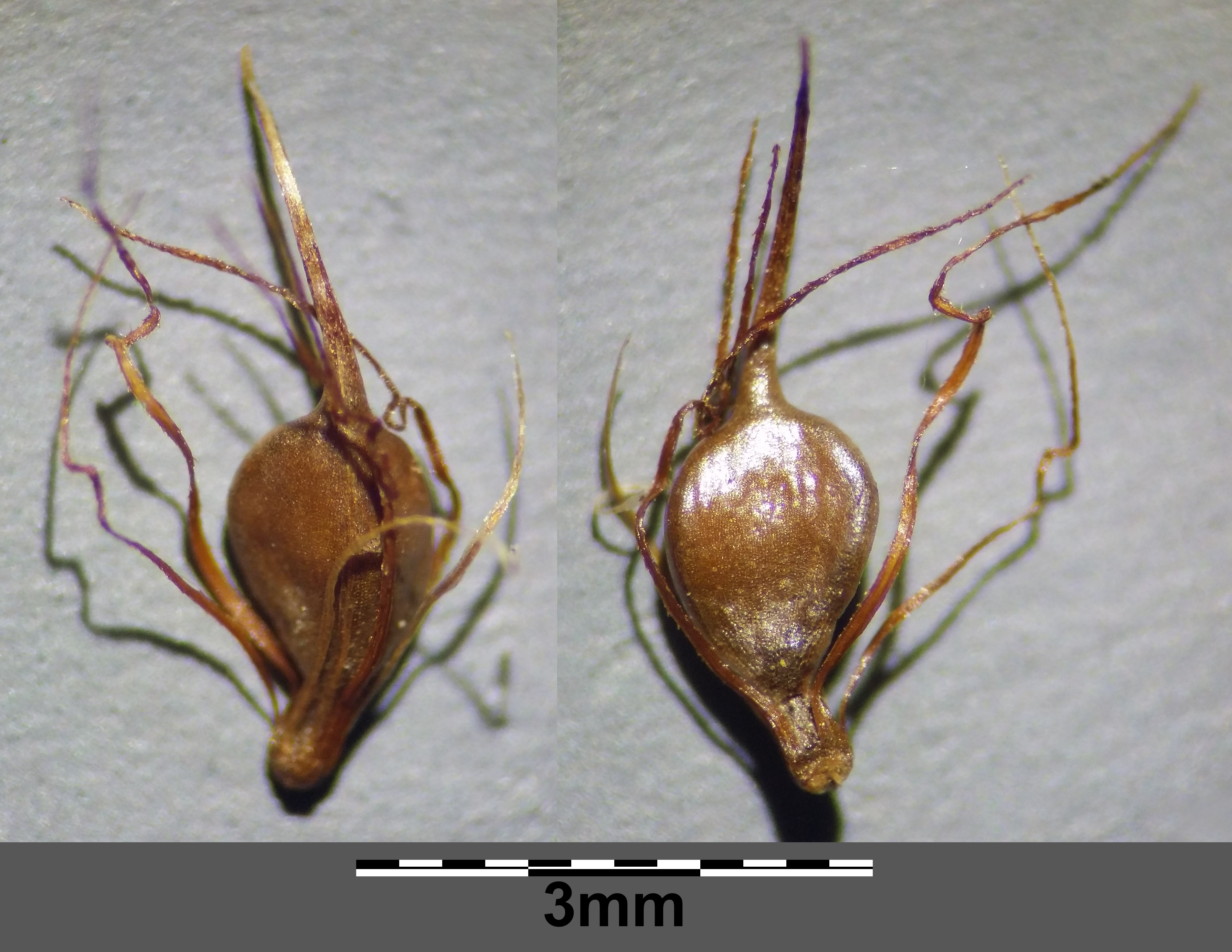
Früchte

### Vegetative Merkmale
Die Zusammengedrückte Quellbinse ist eine ausdauernde krautige Pflanze. Sie bildet unterirdische Ausläufer (Rhizome). Die aufrechten oder bogig aufsteigenden Halme sind bei einem Durchmesser von 0,5 bis 1,5 Millimetern im Querschnitt rundlich zusammengedrückt und zur Spitze hin stumpf dreikantig und erreichen eine Länge von 6 bis 40 Zentimetern. Sie wachsen, sie haben hell- bis dunkelbraune Scheiden und sind höchstens bis zur Mitte beblättert.
Die Blattspreiten sind 3 bis 4 Millimeter breit, grau- bis grasgrün, oberseits flach oder hohlrinnig, unterseits gekielt, fleischig, am Rand rau und vom Grund an verschmälert. Die Spitze ist mittellang dreikantig. Die Blattscheiden sind geschlossen und gitternervig. Die Blatthäutchen (Ligula) sind kurz und gestutzt.

### Generative Merkmale
Die Blütezeit reicht von Mai bis September. Am Ende des Blütenstandes entspringt ein laubartiges Hüllblatt, das den Blütenstand meist deutlich überragt. Der braune, meist dichte, ährige Blütenstand ist 1 bis 4 Zentimeter lang sowie 8 bis 12 Millimeter breit und enthält 5 bis 18 zweireihig angeordnete Ährchen. Die Ährchen sind bei einer Länge von 4 bis 10 Millimetern sowie einer Breite von 2 bis 3 Millimetern lanzettförmig und fünf- bis zwölfblütig. Die rotbraunen Spelzen sind länglich-lanzettlich, spitz, fünf- bis siebennervig und etwa 4 Millimeter lang, 2 Millimeter breit mit schmalem grünen Kiel und hyalinem Rand. Die Blütenhülle besteht aus drei bis sechs rauen Borsten, die mindestens doppelt so lang wie die Frucht sind. Die Blüte enthält drei Staubblätter und zwei Narben.
Die dunkelbraune Nussfrucht ist bei einer Länge von 1,5 bis 2 Millimetern verkehrt-eiförmig.
Die Chromosomenzahl beträgt 2n = 44.

## Ähnliche Art
Eine ähnliche Art ist die Rote Quellbinse (Blysmus rufus). Diese verfügt jedoch über runde, ungekielte Blätter. Die Spelzen sind kastanienbraun. Die Blütenhülle besteht aus bis zu drei weichhaarigen Blütenhüllborsten.

## Ökologie
Die Zusammengedrückte Quellbinse ist windblütig (Anemophilie). Ihre Diasporen werden über den Wind ausgebreitet (Anemochorie) sowie über Klettausbreitung (Epichorie).

## Vorkommen
Die Zusammengedrückte Quellbinse ist in Europa, Nordafrika und Asien bis zum Himalaja weitverbreitet, fehlt aber großenteils im äußersten Norden.
In den Alpen steigt die Zusammengedrückte Quellbinse in Höhenlagen von bis zu 2350 Metern auf. In den Allgäuer Alpen steigt sie in Vorarlberg auf der Kuhgehrenspitze südlich Riezlern bis zu einer Höhenlage von 1900 Metern auf.
Die Zusammengedrückte Quellbinse ist allgemein nicht häufig, regional auch selten. Die Art wächst auf sumpfigen Wiesen, an Seeufern und insbesondere in gestörten Bereichen von Quellmooren und an quelligen Standorten im Extensivgrünland. Sie kommt auch auf Salzwiesen vor. An geeigneten vegetationslosen Standorten tritt die Zusammengedrückte Quellbinse als Pionierbesiedler auf.
Die ökologischen Zeigerwerte nach Ellenberg für Mitteleuropa sind: Lichtzahl L 8 = Halblicht- bis Volllichtpflanze; Temperaturzahl T X = indifferent; Kontinentalitätszahl K 5 = See-/Steppen-Übergangsklima zeigend; Feuchtezahl F 8 = Feuchte- bis Nässezeiger; Feuchtewechsel: keinen Wechsel der Feuchte zeigend; Reaktionszahl R 8 = Schwachbasen- bis Basen-/Kalkzeiger; Stickstoffzahl N 3 = Stickstoffarmut anzeigend; Salzzahl S 1 = salzertragend, aber meist keinen oder geringen Salzgehalt zeigend; Schwermetallresistenz: nicht schwermetallresistent.
Die ökologischen Zeigerwerte nach Landolt et al. 2010 sind in der Schweiz: Feuchtezahl F = 4w+ (sehr feucht aber stark wechselnd), Lichtzahl L = 4 (hell), Reaktionszahl R = 4 (neutral bis basisch), Temperaturzahl T = 3 (montan), Nährstoffzahl N = 3 (mäßig nährstoffarm bis mäßig nährstoffreich), Kontinentalitätszahl K = 3 (subozeanisch bis subkontinental).
Die Zusammengedrückte Quellbinse ist eine Lichtpflanze. Ihr Schwerpunkt liegt auf gut durchfeuchteten bis durchnässten und luftarmen, meist kalkhaltigen, stickstoffarmen Böden. Gelegentlich kommt sie auf salzhaltigen Böden vor. Sie kommt besonders gern auf Fußwegen der Riedwiesen vor.

### Vergesellschaftung
Die Zusammengedrückte Quellbinse ist eine der namensgebenden Charakterarten der in Mitteleuropa stark gefährdeten Plattbinsen-Quellried-Gesellschaft (Blysmo-Juncetum compressi; Synonym: Blysmus compressus-Gesellschaft). Weitere Kennarten sind die Hirsen-Segge (Carex panicea), Davalls Segge (Carex davalliana) und das Schmalblättrige Wollgras (Eriophorum angustifolium). Ferner kommt sie als Begleiter in Kleinseggenrieden der Davallseggen-Gesellschaft (Caricetum davallianae) vor. In neuerer Literatur wird aus der Eifel und aus Westfalen auch das Carici-Blysmetum compressi (EGGLER 1933) erstmals für Deutschland diskutiert.

### Gefährdung und Schutz
Die Zusammengedrückte Quellbinse ist welt- und europaweit ungefährdet und genießt keinen gesonderten gesetzlichen Schutz. In Deutschland ist sie jedoch als stark gefährdet eingestuft (Gefährdungskategorie 2). In Niedersachsen, Sachsen, Hessen, Saarland, Hamburg und Berlin gilt die Art als vom Aussterben bedroht.
Ihre Bestände leiden besonders unter der Trockenlegung und Nutzungsintensivierung ihrer Lebensräume. Sie ist nur im Alpengebiet noch einigermaßen verbreitet.

## Taxonomie und Systematik
Die Erstveröffentlichung unter dem Namen (Basionym) Schoenus compressus erfolgte 1753 durch Carl von Linné in Species Plantarum, Tomus 1, S. 43. Die Neukombination zu Blysmus compressus (L.) Panzer ex Link wurde 1827 durch Johann Heinrich Friedrich Link in Hortus Regius Botanicus Berolinensis descriptus, Band 1, S. 278 durchgeführt. Er schrieb die Namenskombination Blysmus compressus aber Georg Wolfgang Franz Panzer zu. Weitere Synonyme für Blysmus compressus (L.) Panzer ex Link sind: Scirpus planifolius Grimm, Scirpus caricinus Schrad., Scirpus distichus Peterm., Scirpus compressus (L.) Pers. non Moench. Der Gattungsname Blysmus leitet sich vom griechischen Wort blyzein für „fließen“ ab, auf den Standort bezogen, da sie Arten quellige Standorte bevorzugen, und Artepitheton leitet sich vom lateinischen Wort compressus für zusammengedrückt ab.
Je nach Autor kann man folgende Unterarten und Varietäten unterscheiden:
- Blysmus compressus var. brevifolius (C.B.Clarke) Karth.: Sie kommt vom südlichen Sibirien bis zum Himalaja vor.[10][11]
- Blysmus compressus subsp. compressus: Sie kommt von Europa bis zum Himalaja vor.[10][11]
- Blysmus compressus var. dissitus (Duthie) Karth.: Sie kommt im westlichen Himalaja vor.[10][11]
- Blysmus compressus subsp. subulifolius A.P.Khokhr.: Sie kommt in der Türkei vor.[10][11]